# Bessé-sur-Braye
Bessé-sur-Braye là một xã thuộc tỉnh Sarthe trong vùng Pays-de-la-Loire tây bắc nước Pháp. Xã này nằm ở khu vực có độ cao từ 64-154 mét trên mực nước biển.